# Pylaisiadelpha lorentziana
Pylaisiadelpha lorentziana là một loài Rêu trong họ Sematophyllaceae. Loài này được (Molendo ex Lorentz) W.R. Buck miêu tả khoa học đầu tiên năm 1984.